# Segundo Gobierno Schallenberg
El Gobierno Federal Schallenberg fue el Gobierno Federal de la República de Austria en funciones desde el 10 de enero hasta el 3 de marzo de 2025 y liderado por el Canciller de Austria en funciones Alexander Schallenberg.

## Historia
Luego de las elecciones federales de 2024, los socios de coalición del gobierno sufrieron un resultado muy negativo, ya que tanto el Partido Popular Austríaco (ÖVP) como Los Verdes-La Alternativa Verde (GRÜNE) sufrieron grandes derrotas y, además, perdieron la mayoría en ambas cámaras legislativas del parlamento.
Ante este escenario, se plantearon dos posibles opciones de coalición para formar gobierno. La primera era una alianza entre el ÖVP y el SPÖ, con Karl Nehammer (ÖVP) como canciller. Sin embargo, esta opción fracasó debido a la falta de acuerdo entre ambas formaciones. Tras la ruptura de las negociaciones, el canciller federal Nehammer presentó su dimisión.
Ante la falta de un nuevo canciller electo por el Consejo Nacional y el estancamiento de las negociaciones —ya que la segunda opción de gobierno incluía al partido de extrema derecha FPÖ—, el presidente federal, Alexander Van der Bellen, designó a Alexander Schallenberg como canciller federal interino hasta la elección de un sucesor.

## Apoyo parlamentario
| Cámara           | Candidato              | Fecha                                                 | Voto |    |    |    |    |    | Total   |
| ---------------- | ---------------------- | ----------------------------------------------------- | ---- | -- | -- | -- | -- | -- | ------- |
| Consejo Nacional | Alexander Schallenberg | 10 de enero de 2025 Mayoría simple requerida (92/183) | Sí   |    | 51 |    |    | 16 | 67/183  |
| Consejo Nacional | Alexander Schallenberg | 10 de enero de 2025 Mayoría simple requerida (92/183) | No   | 57 |    | 41 | 18 |    | 116/183 |
| Consejo Nacional | Alexander Schallenberg | 10 de enero de 2025 Mayoría simple requerida (92/183) | Abs. |    |    |    |    |    | 0/183   |
|                  | Alexander Schallenberg |                                                       |      |    |    |    |    |    |         |
| Consejo Federal  | Alexander Schallenberg | 10 de enero de 2025 Mayoría simple requerida (31/61)  | Sí   |    | 25 |    |    | 6  | 31/60   |
| Consejo Federal  | Alexander Schallenberg | 10 de enero de 2025 Mayoría simple requerida (31/61)  | No   | 10 |    | 18 | 1  |    | 29/60   |
| Consejo Federal  | Alexander Schallenberg | 10 de enero de 2025 Mayoría simple requerida (31/61)  | Abs. |    |    |    |    |    | 0/61    |

## Gabinete Ministerial
Partido Popular Austríaco     Los Verdes-La Alternativa Verde

### Canciller Federal de la República de Austria
| Fotografía | Canciller              | Período             | Período            | Partido | Partido | Ref |
| Fotografía | Canciller              | Inicio              | Fin                | Partido | Partido | Ref |
| ---------- | ---------------------- | ------------------- | ------------------ | ------- | ------- | --- |
|            | Alexander Schallenberg | 10 de enero de 2025 | 3 de marzo de 2025 |         |         |     |

### Vicecanciller de la República de Austria
| Fotografía | Vicecanciller | Período                                    | Período            | Partido | Partido | Ref   |
| Fotografía | Vicecanciller | Inicio                                     | Fin                | Partido | Partido | Ref   |
| ---------- | ------------- | ------------------------------------------ | ------------------ | ------- | ------- | ----- |
|            | Werner Kogler | 7 de enero de 2020 (Del Anterior Gobierno) | 3 de marzo de 2025 |         |         | [ 4 ] |

### Ministerio de la Cancillería
| Ministerio                   | Fotografía | Titular             | Período                                    | Período            | Partido | Partido | Ref   |
| Ministerio                   | Fotografía | Titular             | Inicio                                     | Fin                | Partido | Partido | Ref   |
| ---------------------------- | ---------- | ------------------- | ------------------------------------------ | ------------------ | ------- | ------- | ----- |
| Mujer y la Integración       |            | Susanne Raab        | 7 de enero de 2020 (Del Anterior Gobierno) | 3 de marzo de 2025 |         |         |       |
| Unión Europea y Constitución |            | Karoline Edtstadler | 7 de enero de 2020 (Del Anterior Gobierno) | 3 de marzo de 2025 |         |         | [ 5 ] |

### Ministerios
| Ministerio                                                                        | Fotografía | Titular                | Período                                         | Período             | Partido | Partido | Ref    |
| Ministerio                                                                        | Fotografía | Titular                | Inicio                                          | Fin                 | Partido | Partido | Ref    |
| --------------------------------------------------------------------------------- | ---------- | ---------------------- | ----------------------------------------------- | ------------------- | ------- | ------- | ------ |
| Agricultura, Silvicultura, Regiones y Gestión del Agua                            |            | Norbert Totschnig      | 18 de mayo de 2022 (Del Anterior Gobierno)      | Al Próximo Gobierno |         |         | [ 6 ]  |
| Arte, Cultura, Función Pública y Deporte                                          |            | Werner Kogler          | 7 de enero de 2020 (Del Anterior Gobierno)      | 3 de marzo de 2025  |         |         | [ 7 ]  |
| Trabajo y Economía                                                                |            | Martin Kocher          | 11 de enero de 2021 (Del Anterior Gobierno)     | 3 de marzo de 2025  |         |         |        |
| Asuntos Europeos e Internacionales                                                |            | Alexander Schallenberg | 6 de diciembre de 2021 (Del Anterior Gobierno)  | 3 de marzo de 2025  |         |         | [ 8 ]  |
| Asuntos Sociales, Salud, Asistencia y Protección del Consumidor                   |            | Johannes Rauch         | 8 de marzo de 2022 (Del Anterior Gobierno)      | 3 de marzo de 2025  |         |         | [ 9 ]  |
| Defensa                                                                           |            | Klaudia Tanner         | 7 de enero de 2020 (Del Anterior Gobierno)      | Al Próximo Gobierno |         |         | [ 10 ] |
| Educación, Ciencia e Investigación                                                |            | Martin Polaschek       | 15 de diciembre de 2022 (Del Anterior Gobierno) | 3 de marzo de 2025  |         |         | [ 11 ] |
| Finanzas                                                                          |            | Günter Mayr            | 10 de enero de 2025                             | 3 de marzo de 2025  |         |         | [ 12 ] |
| Interior                                                                          |            | Gerhard Karner         | 6 de diciembre de 2021 (Del Anterior Gobierno)  | Al Próximo Gobierno |         |         | [ 13 ] |
| Justicia                                                                          |            | Alma Zadić             | 15 de diciembre de 2022 (Del Anterior Gobierno) | 3 de marzo de 2025  |         |         | [ 14 ] |
| Protección del Clima, Medio Ambiente, Energía, Movilidad, Innovación y Tecnología |            | Leonore Gewessler      | 7 de enero de 2020 (Del Anterior Gobierno)      | 3 de marzo de 2025  |         |         | [ 15 ] |